# Estádio Box Bar
O Estádio Box Bar é um estádio multiúso em Banjul, Gâmbia. Atualmente é usado principalmente para jogos de futebol e foi o estádio-sede da Seleção Gambiana de Futebol até a inauguração do Estádio Independência. Foi também a casa da taça da Gâmbia.